# Archiwum państwowe

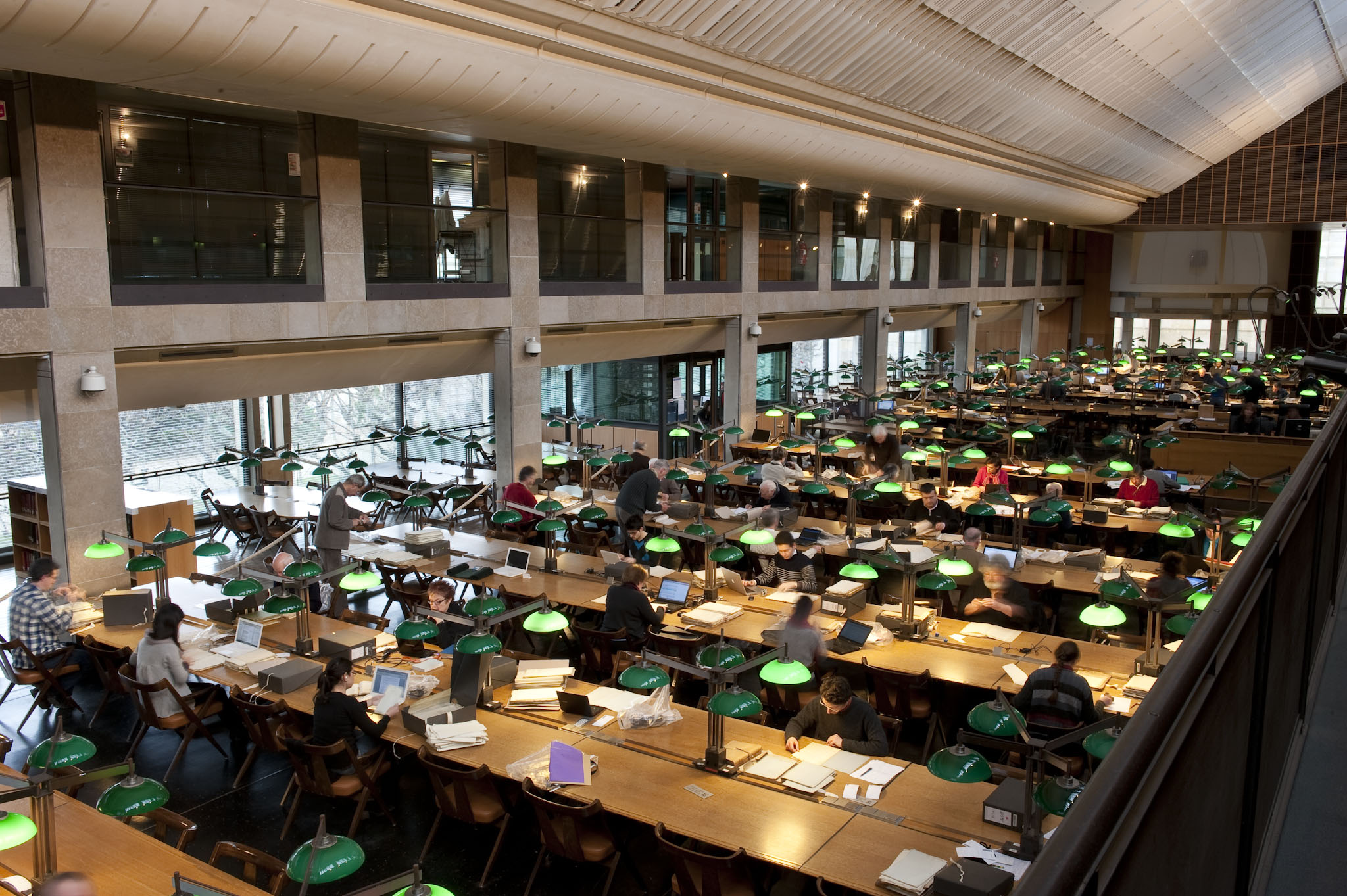
Archiwum państwowe w Paryżu, czytelnia (2013)

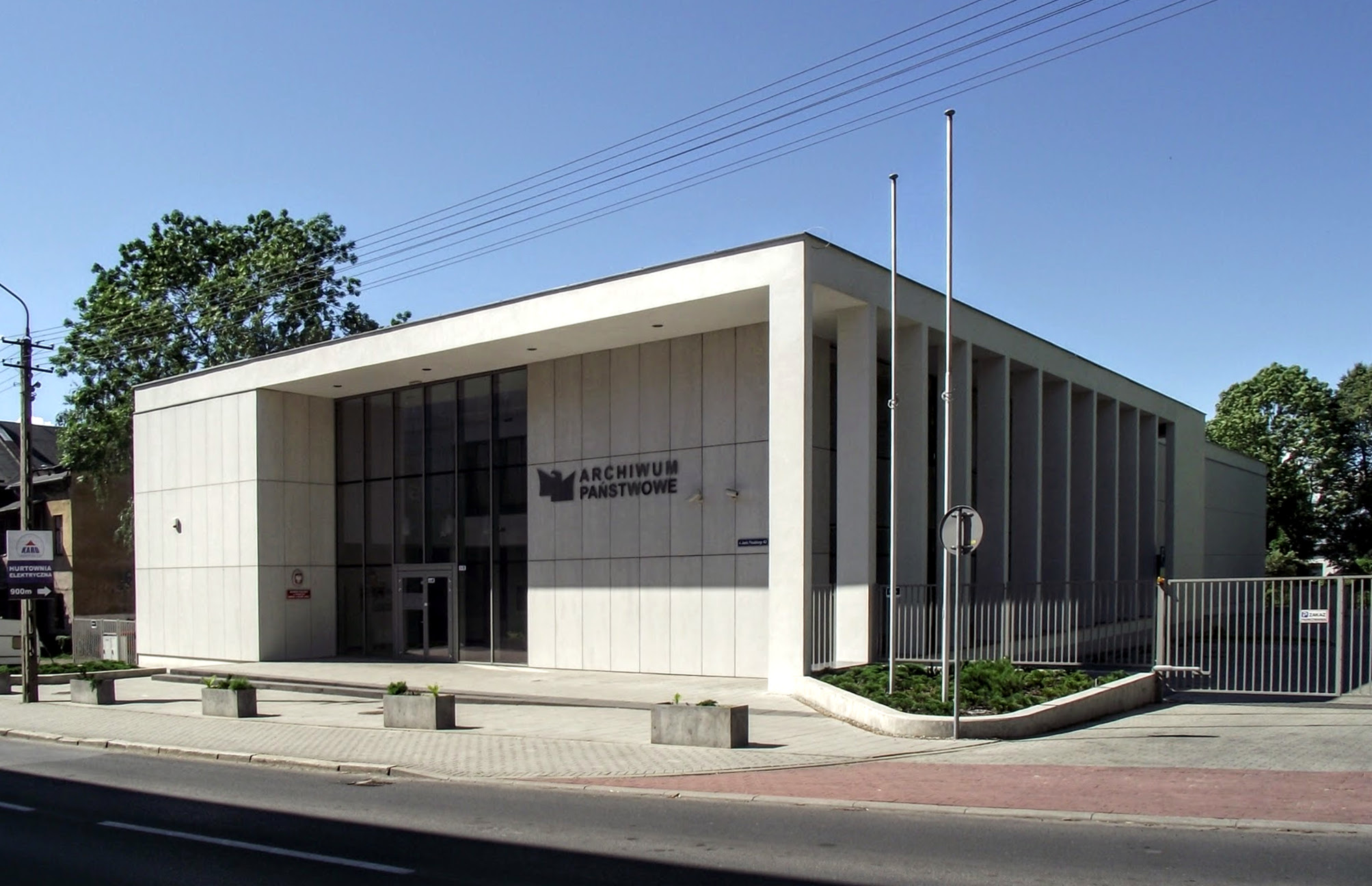
Gmach archiwum państwowego w Bielsku-Białej (2016)

Archiwum państwowe – archiwum utworzone i prowadzone przez państwo.
W Polsce archiwa państwowe prowadzą działalność w zakresie państwowego zasobu archiwalnego w rozumieniu ustawy o narodowym zasobie archiwalnym i archiwach (1983), działają w oparciu o przepisy tej ustawy, innych przepisów powszechnie obowiązujących oraz nadanego jej statutu. Archiwa państwowe w Polsce wchodzą w skład państwowej sieci archiwalnej i podlegają Naczelnemu Dyrektorowi Archiwów Państwowych. Działają w formie jednostek budżetowych i są zaliczane do sektora finansów publicznych. 
Pierwszą sieć polskich archiwów państwowych utworzono w 1825 w Królestwie Polskim; działalność polskich archiwów państwowych została wznowiona w 1919.
Istnieją archiwa państwowe o charakterze centralnym obejmujące zakresem działania całe terytorium państwa (art. 25 ustawy), oraz archiwa państwowe niemające charakteru centralnego, obejmujące zakresem działania terytorium jednego lub kilku województw (art. 26 ustawy). Do pierwszych zalicza się: Archiwum Główne Akt Dawnych, Archiwum Akt Nowych oraz Narodowe Archiwum Cyfrowe. Drugą grupę tworzyło w 2016 roku 30 archiwów, którym podlegało 40 oddziałów zamiejscowych i 5 ekspozytur. Na początku roku 2018 liczba oddziałów zamiejscowych i ekspozytur zmniejszyła się kolejno do 39 i 3.
W obecnym stanie prawnym, archiwa państwowe tworzy i likwiduje minister właściwy do spraw kultury i ochrony dziedzictwa narodowego w drodze rozporządzenia na wniosek Naczelnego Dyrektora Archiwów Państwowych (art. 24 ust. 1 ustawy).

## Zadania archiwów państwowych
Ustawa określa (art. 28) zadania archiwów państwowych jako:
- kształtowanie państwowego zasobu archiwalnego;
- ewidencja, przechowywanie, opracowanie, zabezpieczenie i udostępnianie materiałów archiwalnych należących do ich zasobu archiwalnego;
- kontrola postępowania z materiałami archiwalnymi wchodzącymi do państwowego zasobu archiwalnego w archiwach zakładowych, w składnicach akt oraz jednostkach organizacyjnych z powierzonym zasobem archiwalnym;
- wydawanie uwierzytelnionych odpisów, wypisów, wyciągów i reprodukcji przechowywanych materiałów, a także zaświadczeń na podstawie tych materiałów;
- prowadzenie prac naukowych oraz wydawniczych w dziedzinie archiwistyki i dziedzin pokrewnych;
- popularyzacja wiedzy o materiałach archiwalnych i archiwach oraz prowadzenie działalności informacyjnej;
- wykonywanie zadań określonych w ustawie lub w odrębnych przepisach.